# Чичинадзе, Константин Арчилович
Чичинадзе Константин Арчилович (6(18).5.1891 с. Хишми Рачинского у. Кутаисской губ., ныне Амбролаурский р-н Грузинская ССР, — 21.6.1960, Тбилиси) — грузинский советский поэт и переводчик.

## Биография
Учился в Тбилисском университете. Первые стихи опубликовал в 1908 году.
В 1921 году после установления в Грузии Советской власти, в поэзии Чичинадзе преобладают темы советского патриотизма, дружбы народов (поэма «Средняя Азия», 1935), (поэма «Апология Риони», 1929), (поэма «Марина Раскова», 1938).
Перевел на грузинский язык «Слово о полку Игореве», «Давида Сасунского», «Песнь о Нибелунгах», «Божественную комедию» Данте, поэмы А. С. Пушкина, стихи Ф. И. Тютчева, Н. А. Некрасова, C. Есенина, произведения Дж. Байрона, Дж. Лондона и др.
Известны его исследования: «Аллитерация в грузинском шаири и проблема „Вепхисткаосани“» (1925), «Вокруг Руставели» (1928), «Симфония „Вепхисткаосани“» (1934) и др. В 1934 под ред. Константина Чичинадзе  осуществлено критическое издание текста поэмы «Витязь в тигровой шкуре».